# Trompetvis
De Trompetvis (Aulostomus maculatus) is een straalvinnige vis uit de familie van trompetvissen (Aulostomidae), orde zeenaaldachtigen (Syngnathiformes), die voorkomt in het westen, het oosten en het zuidwesten van de Atlantische Oceaan.

## Beschrijving
Aulostomus maculatus kan een maximale lengte bereiken van 100 centimeter. Het lichaam van de vis heeft een langgerekte vorm. De rugvin heeft 12 stekels en 21-25 vinstralen en de aarsvin heeft 21-25 vinstralen.

## Leefwijze
Aulostomus maculatus is een zoutwatervis die voorkomt in subtropische zeeën. De soort is voornamelijk te vinden in de wateren rond koraalriffen. De diepte waarop de soort voorkomt is 2 tot 25 meter onder het wateroppervlak.
Het dieet van de vis bestaat hoofdzakelijk uit dierlijk voedsel, voornamelijk kleine visjes.

## Relatie tot de mens
Aulostomus maculatus is voor de visserij van beperkt commercieel belang. De soort wordt gevangen voor commerciële aquaria.
De soort staat niet op de Rode Lijst van de IUCN.